# Hiroyuki Miyasako
Hiroyuki Miyasako (jap. 宮迫博之 Miyasako Hiroyuki; ur. 31 marca 1970 r. w Osace) – japoński aktor, komik, piosenkarz. 
Wraz z Toru Hotoharą tworzą duet komediowy Ameagari Kesshitai. Okazyjnie występuje w programie rozrywkowym Gaki no Tsukai ya Arahende.